# Cardiacephala
Cardiacephala är ett släkte av tvåvingar. Cardiacephala ingår i familjen skridflugor.
Kladogram enligt Catalogue of Life:
| Cardiacephala | \| \| Cardiacephala guttata \| \| \| \| \| \| Cardiacephala secunda \| \| \| \| |
|               | \| \| Cardiacephala guttata \| \| \| \| \| \| Cardiacephala secunda \| \| \| \| |
|               | Cardiacephala guttata                                                           |
|               |                                                                                 |
|               | Cardiacephala secunda                                                           |
|               |                                                                                 |